# عزالدین (تفرش)
عزالدین (تفرش)، روستایی خوش آب و هوا با طبیعت زیبا از توابع بخش مرکزی شهرستان تفرش در استان مرکزی ایران است. این روستا در جوار یک کوه خاص و نمادین قرار گرفته است که به نام یاریم قیه شناخته میشود.رود قرچای از این روستا عبور کرده است.

## جمعیت
این روستا در دهستان بازرجان قرار دارد و براساس سرشماری مرکز آمار ایران در سال ۱۳۸۵، جمعیت آن ۱۹۲ نفر (۶۵خانوار) بوده‌است.

## منابع

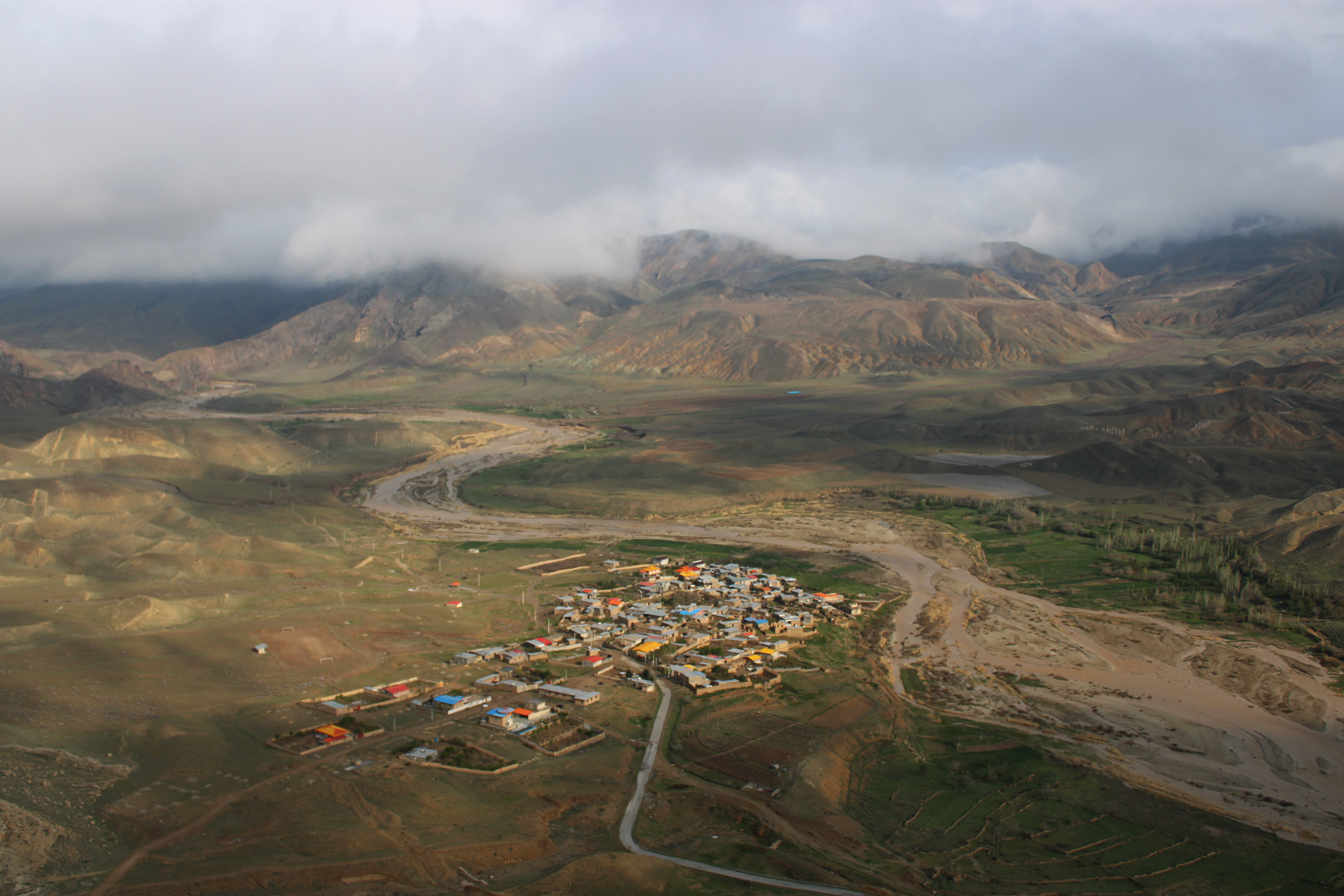

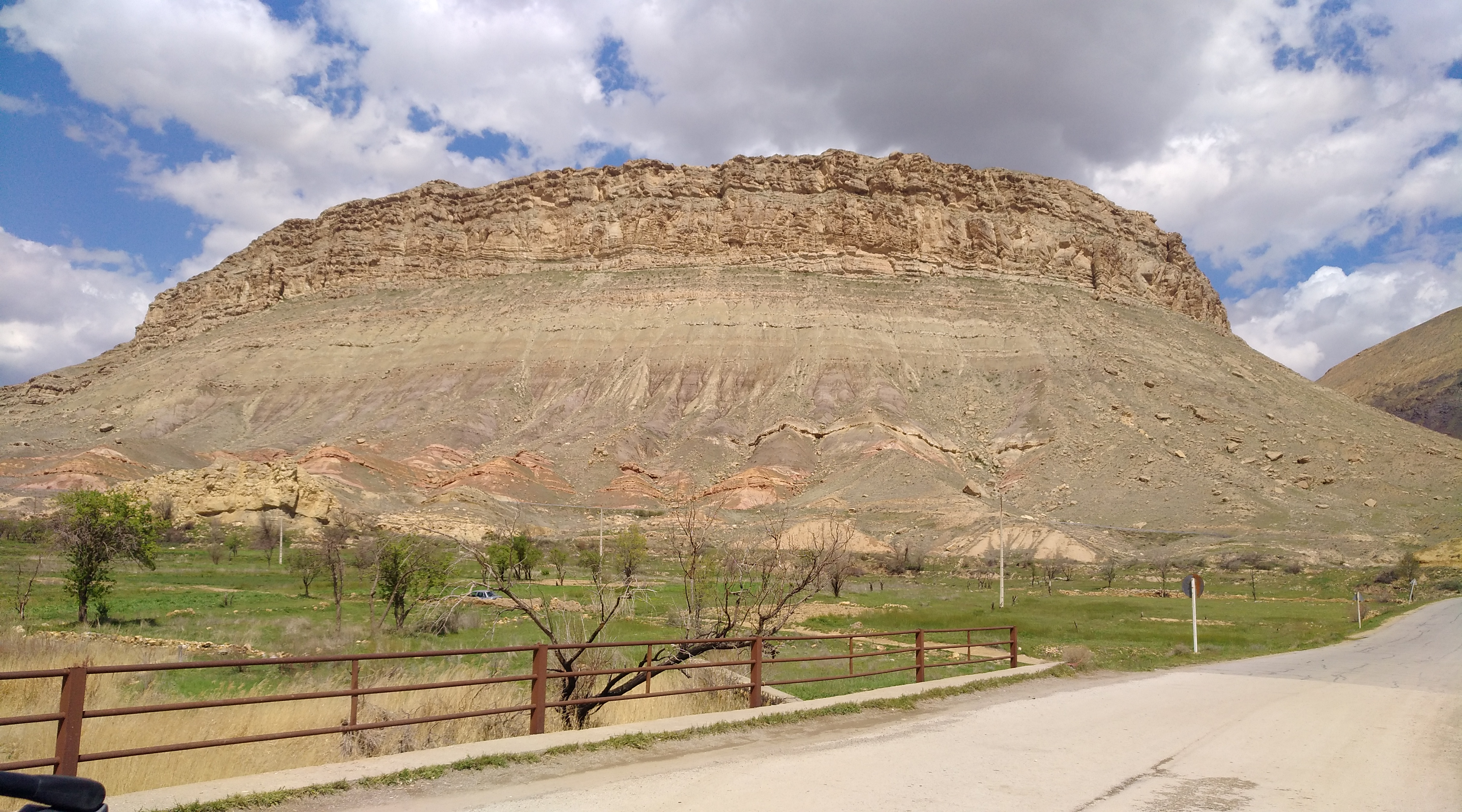
